# 赵佺
赵佺（523年—571年2月19日），字元昌，天水郡上邽县（今甘肃省天水市秦州区）人，北魏、西魏、北周官员。

## 生平
虚龄十四岁时，赵佺为北魏陈郡王征辟为主簿。宇文泰开丞相府，征召赵佺出任丞相府参军事，赵佺很快又署理墨曹参军，出任辅国将军、中散大夫、都督。大统年间，宇文泰亲自率领西魏大军东征，命令赵佺总管留府十八曹事务。西魏军队凯旋后，朝廷赐赵佺姓尉迟氏，赵佺很快出任频阳县县令。北周建六官立后，宇文泰征召赵佺出任中外府集曹，加前将军、左银青光禄大夫。周孝闵帝即位后，赵佺出任御正上士，三年后升任司隶大夫。恰逢大将军、邵国公宇文会镇守蒲阪，挑选辅佐官吏，于是以赵佺出任大都督、蒲州治中、总府司马、河东郡太守，赵佺因为称职加号使持节、车骑大将军、仪同三司。赵佺很快出任小司成，升任载师中大夫，外任秦郡太守。天和六年正月九日（571年2月19日），赵佺去世，虚岁四十八，朝廷赠予骠骑大将军、开府仪同三司、大都督、凤州诸军事、凤州刺史，谥号敬。天和六年十月廿八日（571年11月30日），赵佺葬于上邽里之山。

## 家庭

### 十世祖
- 赵融，东汉司隶校尉[1]

### 祖父
- 赵宾育，北魏秦州别驾、赠豫州刺史[1]

### 父亲
- 赵琨冲，广州长史、顺阳郡太守[1]